# Rebekka Knoll
Rebekka Knoll (* 1988 (Pseudonyme „Rebekka Eder“, „Rebekka Frank“) in Kassel) ist eine deutsche Schriftstellerin und Journalistin.

## Leben
Rebekka Knoll wuchs im Ortsteil Haldorf der hessischen Gemeinde Edermünde auf. Sie besuchte die
Dr.-Georg-August-Zinn-Schule in Gudensberg. Nach dem Abitur studierte sie Germanistik und Theaterwissenschaften an den Universitäten Berlin, Bern und Erlangen. In Berlin schloss sie das Studium 2013 mit einem Master in Theaterwissenschaften ab.
Während ihrer Studienzeit in Erlangen gründete sie 2008 zusammen mit Carolin Hensler die Schreibwerkstatt und Autorengruppe Wortwerk Erlangen, schrieb Theaterstücke und ihre ersten beiden Romane. 2010 wurde sie Nachwuchsautorin der Literaturstiftung Bayern im Rahmen des Festivals Literatur Update Bayern. 2013 gewann Rebekka Knoll wegen ihrer ersten beiden Romane das mit 5000 Euro dotierte Kurd-Laßwitz-Stipendium der Stadt Gotha und wurde dort ab April 2013 für sechs Monate Stadtschreiberin. Während dieser Zeit entstand ihr dritter Roman Geliebte Angst.
Sie war bis 2015 Volontärin bei der Mittelbayerischen Medienfabrik in Regensburg. Seit 2016 arbeitet sie als Redakteurin bei der Online-Redaktion der HNA in Kassel.

## Werke
- Das Kratzen bunter Kreide. Schwarzkopf & Schwarzkopf, Berlin 2012, ISBN 978-3-86265-183-2.
- Blicke auf Gotha. Stadtverwaltung Gotha, 2013.[8]
- Splittermädchen. Schwarzkopf & Schwarzkopf, Berlin 2014, ISBN 978-3-86265-342-3.
- Geliebte Angst. cbt, München 2015, ISBN 978-3-570-16326-9.
- Blaue Nächte. Penguin Verlag, München 2020, ISBN 978-3-328-10368-4.[9]

## Beiträge
- Kirschkaugummifäden. In: Natasa Dragnic (Herausgeber): Zwischen den Regalen, ein Geheimnis. art & words, 2014, ISBN 978-3-94314-041-5, S. 69–76 (Anthologie der Autorengruppe Wortwerk Erlangen)[10][11]
- Beteiligt an: Tipps & Tricks: hilfreiche Alltagskniffe von Lesern für Leser. Mittelbayerischer Verlag, Regensburg 2016, ISBN 978-3-942389-30-3.
- Rebekka Knoll mit Rebecca Schild: Freunde fürs Leben?. Edition Michael Fischer, Igling 2020, ISBN 978-3-7459-0159-7